# RT-20
RT-20 là loại súng bắn tỉa công phá của Croatia được phát triển bởi RH-Alan giữa những năm 90. Tên của nó là viết tắt của Ručni Top 20 hay còn gọi là "thần công cầm tay 20 mm". Hoạt động với việc lên đạn bằng tay, nó bắn một viên đạn 20 mm và phải nạp đạn mỗi lần bắn. Với việc sử dụng loại đạn lớn nó là một trong những súng trường công phá mạnh nhất và được sử dụng bởi nhiều quốc gia, nó được so sánh với NTW-20 của Nam Phi và Vidhwansak của Ấn Độ.

## Các thông số kỹ thuật
Một tính năng độc đáo của vũ khí là có bộ phận chống giật hay một lỗ thông khí ở phía sau nòng súng. Chúng chống lại phản ứng phản lực của khí nén mà viên đạn tạo ra, giống như hệ thống giảm giật của súng trường hay súng phóng tên lửa.
Hệ thống này là hiếm khi được sử dụng trong các loại vũ khí nhỏ cũng như có nhược điểm riêng của nó. Loại súng này không thể bắn trong môi trường chật hẹp, ví dụ như chiến đấu trong công sự, các bức tường quá gần nhau có thể làm mất khả năng tác chiến. Và một nhược điểm nữa là hơi (khói) tòa ra từ hệ thống thông khí có thể làm cho vị trí bắn tỉa bị lộ.
Một điều quan trọng cần lưu ý nữa là phạm vi hiệu quả tối đa của RT-20 phụ thuộc vào bản chất của mục tiêu.